# Manuel Escutia
Manuel Escutia, né le 21 août 1937 à Valence (Espagne) et mort le 23 août 2001 à Luzech, est un homme politique français.

## Biographie
Né en 1937 dans une famille républicaine espagnole qui a fui la guerre civile, Manuel Escutia connaît les affres des camps de réfugiés. Arrivé en France, il est conducteur de travaux publics dans les mines des houillères du bassin de Lorraine, puis ingénieur à la Direction départementale de l'Équipement de Seine-Saint-Denis. Membre du Parti socialiste dès 1974, il contribue à réformer la section Eugène Pottier du 19e arrondissement de Paris. 
Il est élu député de 1981 à 1986 et conseiller de Paris de 1983 à 1989, sur une liste conduite par le communiste Paul Laurent, selon l'accord PS-PCF du 22 décembre 1982, dans laquelle se trouvent aussi Alain Billon, Huguette Bouchardeau et Nicole Bricq. Chargé d'une mission temporaire auprès du ministre de l'économie, des finances et du budget en août 1985, prolongée au bout de six mois, il doit renoncer à son mandat de député au début de 1986. Le parti lui refuse l'investiture pour les élections de 1986 à la proportionnelle et il rompt avec le courant Socialisme et République de Georges Sarre.
Il est président de la Caisse nationale des banques de 1986 à 1989 et il exerce diverses fonctions au sein de cabinets ministériels, en particulier ceux de Pierre Bérégovoy (Économie et Finances), Michel Charasse et de Martin Malvy (Budget), qui l'obligent à renoncer à tout mandat parlementaire.
Il devient en 1993 inspecteur général de l'équipement.